# Ryszard Machnikowski
Ryszard Maciej Machnikowski (ur. 1968) – polski socjolog, doktor habilitowany nauk humanistycznych, profesor uczelni Uniwersytetu Łódzkiego, dziekan Wydziału Studiów Międzynarodowych i Politologicznych UŁ.

## Życiorys
Jest absolwentem studiów magisterskich na Wydziale Ekonomiczno-Socjologicznym UŁ. W dniu 24 czerwca 1996 r. uzyskał na macierzystym wydziale stopień doktora nauk humanistycznych w zakresie socjologii na podstawie pracy Recepcja socjologii wiedzy Karla Mannheima we współczesnej socjologii anglo-amerykańskiej, której promotorką była Danuta Walczak-Duraj. 26 listopada 2010 r. uzyskał na Wydziale Nauk Społecznych Uniwersytetu Wrocławskiego stopień doktora habilitowanego nauk humanistycznych w zakresie socjologii na podstawie dorobku naukowego i pracy zatytułowanej Spór o relatywizm w XX - wiecznej socjologii wiedzy naukowej. W 2011 został profesorem uczelnianym UŁ. 
Był stypendystą programu Soros/Foreign and Commonwealth Office Scholarship, w ramach którego przebywał w Hertford College na Uniwersytecie Oksfordzkim (1992-1993). Otrzymał także stypendium Fullbrighta na pobyt na Columbia University (1993-1994).  
Pracował w Zakładzie Naukowym Psychologii i Etyki Wyższej Szkole Marketingu i Biznesu w Łodzi oraz w Instytucie Stosunków Międzynarodowych UŁ. Należy do zespołu Katedry Studiów Brytyjskich i Krajów Wspólnoty Brytyjskiej. Od 2013 jest ekspertem francuskiej Wysokiej Rady Badań i Edukacji Strategicznych (CSFRS). Należy do grano recenzentów Przeglądu Bezpieczeństwa Wewnętrznego, periodyku Agencji Bezpieczeństwa Wewnętrznego. Regularnie publikuje w Teologii Politycznej.  